# Morando (nome)
Morando  è un nome proprio di persona italiano maschile.

## Varianti
- Maschili: Morante
- Femminili: Moranda

## Origine e diffusione
Dal nome medievale Morando (con una variante in Morante), modellato sul francese Morand o Morant ma di etimologia incerta.
Secondo alcune fonti, la radice Mor- andrebbe accostata al latino maurus (moro in italiano) e il nome Morando, in questo senso, sarebbe affine ai più noti Mauro e Maurizio. Tenendo conto della sua provenienza nordica, tuttavia, sembra più probabile un'origine franca o germanica, anche se in tal caso non è facile formulare delle ipotesi: il suffisso -ando, ad ogni modo, non è affatto raro nell'onomastica di origine franco-germanica, basti pensare ai nomi Armando, Fernando, Orlando, etc. Sulla scia di un'origine nordica, inoltre, si è pensato anche a una derivazione celtica per il nome Morando, tratta dai termini mawr e and e dal significato di porta altera.
In Italia, ad ogni modo, la diffusione di questo nome è legata storicamente alla letteratura cavalleresca francese, dove appunto vi era un personaggio di nome Morando (Morand in francese): va ricordato, a questo proposito, che l'epica cavalleresca fu un genere molto popolare nel Medioevo e spesso offrì diversi spunti per i nomi di persona in uso in Italia.
Morando è anche un cognome italiano, diffuso per lo più nel Nord Italia (soprattutto fra Piemonte, Liguria e Veneto).

## Onomastico
L'onomastico viene festeggiato il 3 giugno in onore di San Morando di Alsazia.

## Santi e beati
- San Morando di Alsazia, morto nel 1115.

## Persone
- Morando di Porcia (Morando di Brugnera), conte e condottiero, morto nel 1410
- Morando Morandini, critico cinematografico